# Pentastiridius badiensis
Pentastiridius badiensis är en insektsart som beskrevs av Van Stalle 1986. Pentastiridius badiensis ingår i släktet Pentastiridius och familjen kilstritar. Inga underarter finns listade i Catalogue of Life.